# Tampakan
Tampakan è una municipalità di quarta classe delle Filippine, situata nella Provincia di South Cotabato, nella regione di Soccsksargen.
Tampakan è formata da 14 baranggay:
- Albagan
- Buto
- Danlag
- Kipalbig
- Lambayong
- Lampitak
- Liberty
- Maltana
- Palo
- Poblacion
- Pula-bato
- San Isidro
- Santa Cruz
- Tablu